# Paracrocidura maxima
Paracrocidura maxima е вид бозайник от семейство Земеровкови (Soricidae). Видът е почти застрашен от изчезване.

## Разпространение
Разпространен е в Бурунди, Демократична република Конго, Руанда и Уганда.